# 교구장 주교
교구장 주교(敎區長主敎, 라틴어: Episcopus Dioecesanus)(교구 책임:Dioecesanus 주교:Episcopus)는 로마 가톨릭교회와
성공회에서 교구를 관리 감독하는 주교를 말한다. 교회법상 교구장은 통상적으로 주교가 맡는다.
주교하면 교구장인주교를 말한다   해당교구에서 교구장인 주교외엔 보좌주교나 은퇴주교이다

## 기독교 교단에 따른 교구장

### 로마 가톨릭교회
교구장 주교는 업무를 보좌하기 위한 보좌주교를 둘 수 있고 교구청의 기능을 이용하며 교구 평의회의 자문을 받는다. 교구장의 임명은 주교들의 으뜸인 교황의 사도서한을 통하여 전달된다. 교구장 주교직에 정식 발령을 받지 아니한 이가 임하면 교구장 서리가 된다. 교구장은 교회법에 따라 연령이 75세가 되거나 질병 등의 이유로 교구장으로서의 직무 수행을 하기에 적당하지 못할 경우 교황에게 사임을 요청할 수 있으며 교황의 허락이 떨어지면 사임하게 된다. 교구장 주교는 로마 가톨릭교회 주교단의 구성원으로서 교구 내의 모든 이에 대하여 교도직(敎導職), 사제직(司祭職) 그리고 사목직(司牧職)을 수행한다.   교회법 381조~401조 참조

### 성공회
성공회에서는 의회민주주의 전통에 따라 교구의회에서 선거로써 교구장을 정한다. 대한성공회 규정에서는 평신도원과 사제원 모두 2/3 이상의 투표를 받아야 선출이 되며, 한번에 결론이 나오지 않는 것이 관례이다. 실제로 2016년 서울교구장 주교 선거는 5차 투표까지 진행되었다.
대한성공회에서는 65세가 교구장의 정년이며, 현재 서울교구장겸 대한성공회 의장주교는 이경호(베드로)주교, 대전교구장은 유낙준(모세) 주교, 부산교구장은 박동신(오네시모) 주교이다.